# Bekir Ercan Van

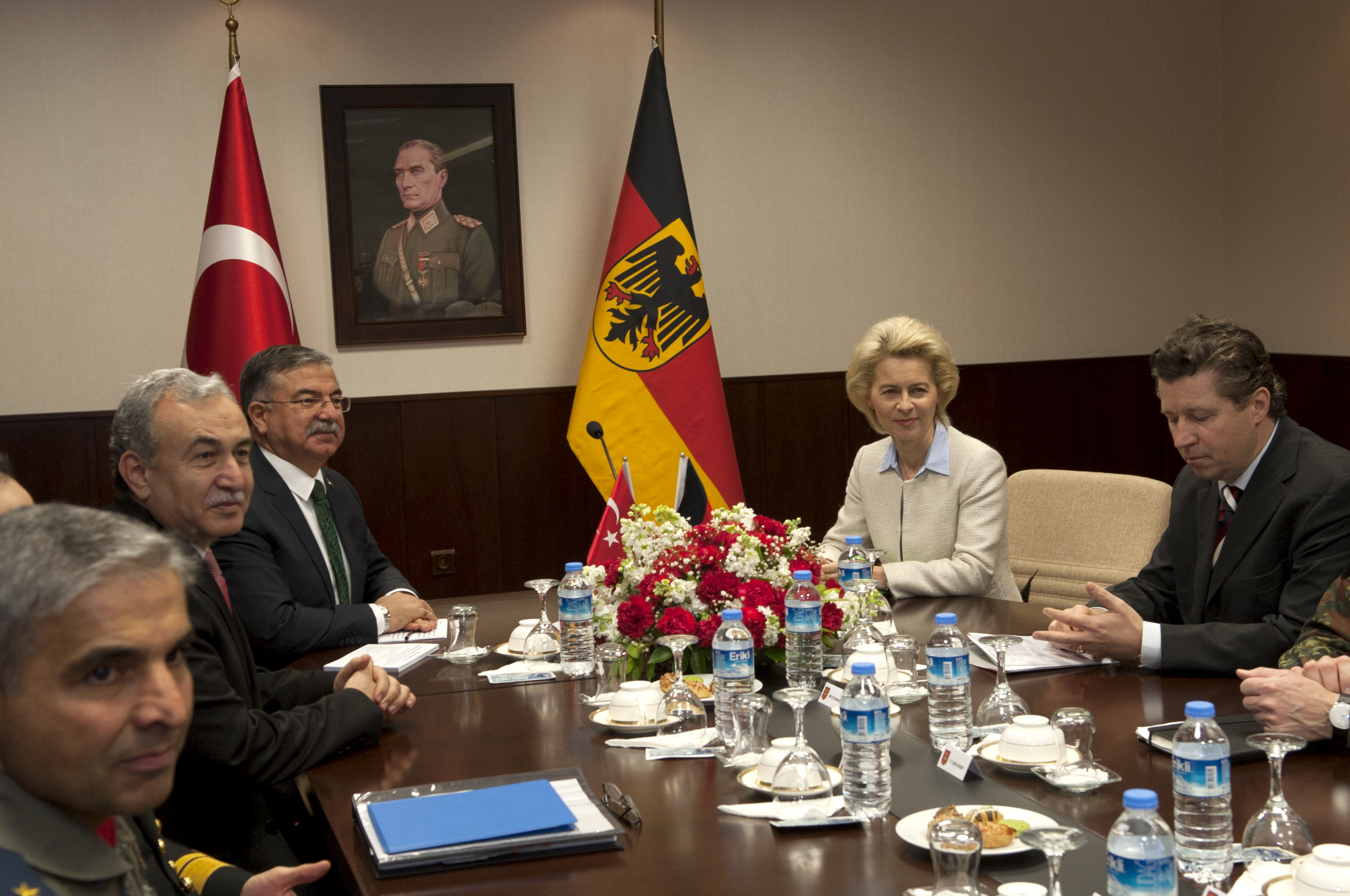
General Van (links) empfängt am 21. Januar 2016 als Kommandeur der ebenfalls von der Bundeswehr genutzten türkischen Luftwaffenbasis Incirlik, die deutsche Verteidigungsministerin Ursula von der Leyen.

Bekir Ercan Van (* 3. Februar 1967 in Elazığ) ist ein türkischer Pilot und Brigadegeneral der Luftstreitkräfte. Bis zu seiner Festnahme war er Kommandeur der türkischen NATO Incirlik Air Base. Von dem Luftwaffenstützpunkt von İncirlik aus flog die die US-Luftwaffe den größten Teil ihrer Angriffe gegen die Terrormiliz IS in Syrien.
Im Zuge des Putschversuchs in der Türkei 2016 wurde er festgenommen.